# Hôtel Excelsior de Casablanca
L'Hôtel Excelsior, situé sur la Place des Nations-Unies à Casablanca, est un hôtel historique ouvert en 1918 durant le Protectorat français.
Son histoire, intimement liée à celle de la ville, reflète les transformations urbaines et sociales de son époque, tout en témoignant de son impact sur le paysage hôtelier et culturel marocain. De son inauguration fastueuse à son déclin progressif, l'Hôtel Excelsior se dresse comme un témoin emblématique d'une époque révolue, attirant l'attention des historiens et des passionnés du patrimoine de la ville.

## Contexte historique
À la suite de la crise d'Agadir en 1911, un épisode marquant des tensions impérialistes entre la France et l'Allemagne, les négociations diplomatiques ont permis à la France de consolider son influence sur le Maroc. Cet accord franco-allemand, en stabilisant la situation politique, a ouvert la voie à un environnement favorable aux investissements. Ainsi, des entrepreneurs français et européens se sont engagés activement dans le développement des affaires économiques du pays.
Parmi eux, Monsieur Isaac, dit Gustave Gompel,, cofondateur du groupe Paris-France, a créé en février 1912 la société française Paris-Maroc. Cette entreprise avait pour ambition de réaliser des opérations dans divers domaines: finances, immobilier, industrie, commerce, agriculture et exploitation minière. Administrée par Monsieur Maxime Katz, Paris-Maroc s’est spécialisée dans l’acquisition de terrains dans les principales villes marocaines afin d’y établir des comptoirs commerciaux inspirés des grandes maisons de vente de Paris-France.
Après la signature du traité de Fès en 1912 instaurant le protectorat français sur le Maroc, Casablanca a connu une expansion démographique rapide. Cette croissance, soutenue par l'agrandissement du port et l'émergence d'industries modernes, a attiré de nombreux colons, notamment des commerçants et des hommes d’affaires à la recherche d’opportunités. Ces nouveaux arrivants, exigeants en termes de confort et de luxe, ont stimulé des initiatives pour moderniser les infrastructures de la ville.
Pour répondre à ces exigences, la société Paris-Maroc a créé trois entités à Casablanca :  
1. Les Magasins Paris-Maroc : Inspirés des grands magasins européens, un vaste immeuble a été construit en 1914 sur la place du Grand Sokko (future place de France). Conçu par l'architecte Hippolyte Joseph Delaporte et réalisé par les frères Perret, ce bâtiment, surnommé les "Grands Magasins Modernes", deviendra plus tard les Galeries Lafayette de Casablanca[5].
2. L'Agence industrielle et automobile: Cette entité comprenait un garage destiné à la vente d’équipements automobiles, réunissant les grandes marques de l’époque notamment Panhard et Levassor.
3. L'Hôtel Excelsior: En 1911, le commandant Dessigny, directeur des services municipaux de Casablanca, a explicitement exprimé la nécessité d'un hôtel doté du confort moderne[6]. Afin d'offrir un hébergement de qualité aux voyageurs et aux hommes d’affaires, Paris-Maroc a présidé à la constitution de la société anonyme de l’Hôtel Excelsior en novembre 1912 au 137 boulevard voltaire avec un capital de 800 000 francs. Son objet principal est l'exploitation de l’hôtel Excelsior qui sera édifié à la place du grand Sokko de Casablanca[5],[7],[8].

## Construction de l’immeuble Excelsior et mise en service de l’hôtel

### Construction et architecture
L’immeuble de l'hôtel Excelsior conçu également par l'architecte Hippolyte Joseph Delaporte est construit entre 1914 et 1916 par la compagnie Coignet. Il se situe devant les remparts de la ville sur la place de France (actuelle Place des Nations-Unies) au croisement du boulevard de l'horloge (actuelle rue Allal Ben Abdellah) et de la rue Nolly (actuelle rue Brahim El Amraoui). L'immeuble a été édifié sur le lit de l'oued Bouskoura, à l'emplacement des anciens abattoirs, sur un terrain dont une partie faisait également office de dépotoir sauvage,.

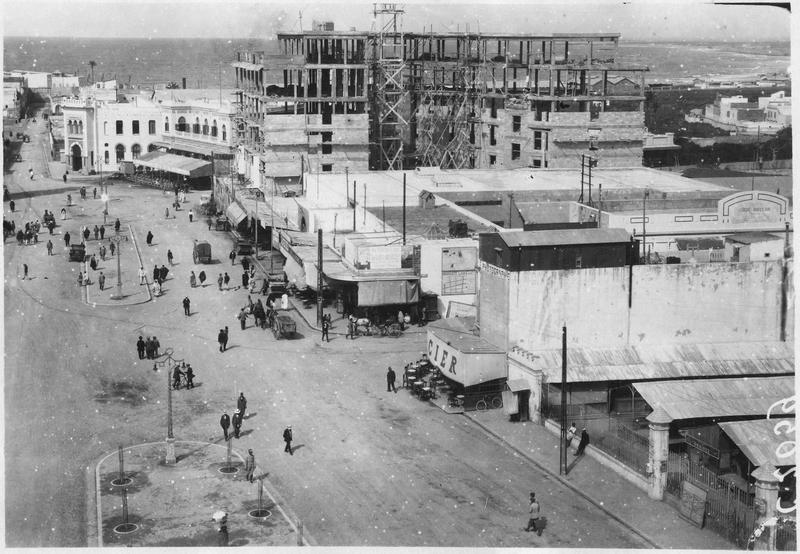
L'hôtel Excelsior en construction

Ce bâtiment en béton armé, à cinq étages et en forme de V, présente une architecture néo mauresque. Son style distinctif se caractérise par des arcs en plein cintre, des azulejos ornant les façades, des toits couverts de tuiles vertes, ainsi que des frises et balcons inspirés des réalisations architecturales de l’occupation française en Afrique du Nord au XIXe siècle, notamment en Algérie et en Tunisie,.
La construction sur ce terrain, bien que potentiellement favorable en raison de sa nature rocheuse, a posé un défi de taille: la présence de la nappe d'eau de l'oued Bouskoura. Le niveau de cette nappe, pouvant monter jusqu'à trois mètres au-dessus du sous-sol, a nécessité la mise en œuvre d'un cuvelage pour assurer l'étanchéité du fond et des parois du sous-sol et les protéger contre la pression de l'eau. Un radier général composé de voûtes inversées a été conçu pour permettre au sol des caves de résister à ces pressions. Enfin, l'intrados des voûtes a été rempli avec du gros béton contenant des tirants afin de compenser la poussée desdites voutes. L'écrivain britannique Wyndham Lewis avait constaté, lors de son séjour à l’hôtel en 1931, que l'eau du cours d'eau continuait de couler dans le sous-sol de l'immeuble et devait être pompée quotidiennement. Le radier devait donc comporter des orifices de drain de remontée de l'eau de la nappe phréatique à l'intérieur du bâtiment.

### Mise en service
Le 29 janvier 1918, lors d’un séjour en ville, le général Lyautey visita l’hôtel Excelsior avant son ouverture et s’intéressa à son agencement, dont les détails lui furent expliqués. En tant que fervent partisan de l’urbanisme moderne, Lyautey manifestait un intérêt naturel pour ce type de projet, qui reflétait ses ambitions pour le développement de l'industrie hôtelière au Maroc,.
Le 11 avril 1918, les actionnaires de Paris-Maroc ont approuvé une augmentation de capital, sous la présidence de M. Gustave Gompel, de 6,5 à 7 millions de francs pour acquérir l'Hôtel Excelsior de Casablanca. Cette acquisition a fait de Paris-Maroc le propriétaire unique et exploitant direct de l'hôtel, entraînant la dissolution de la société qui le détenait auparavant,.
L’hôtel Excelsior a finalement été ouvert au public le premier octobre 1918 sous la direction de M.Vauthier et devient l'un des plus grands hôtels du Maroc. En cette année, Casablanca comptait 82 000 habitants dont 37 000 européens et constituait déjà l'une des principales portes d’entrée et de sortie du Maroc.
L’hôtel disposait de 150 chambres avec un rez de chaussée et un entresol occupés par un café-restaurant doté d'un salon de thé et d'un bar américain, une salle de fêtes (où des mariages s'organisaient), un salon de lecture, des magasins et un coiffeur.
L'immeuble n’était pas exclusivement destiné à l’hôtel, il a également accueilli des cabinets et les sièges sociaux de plusieurs sociétés notamment les agences des compagnies de navigation. L'école Pigier s'y est établie depuis 1928.

## Période de l'entre-deux-guerres

### Le refuge moderne de Casablanca

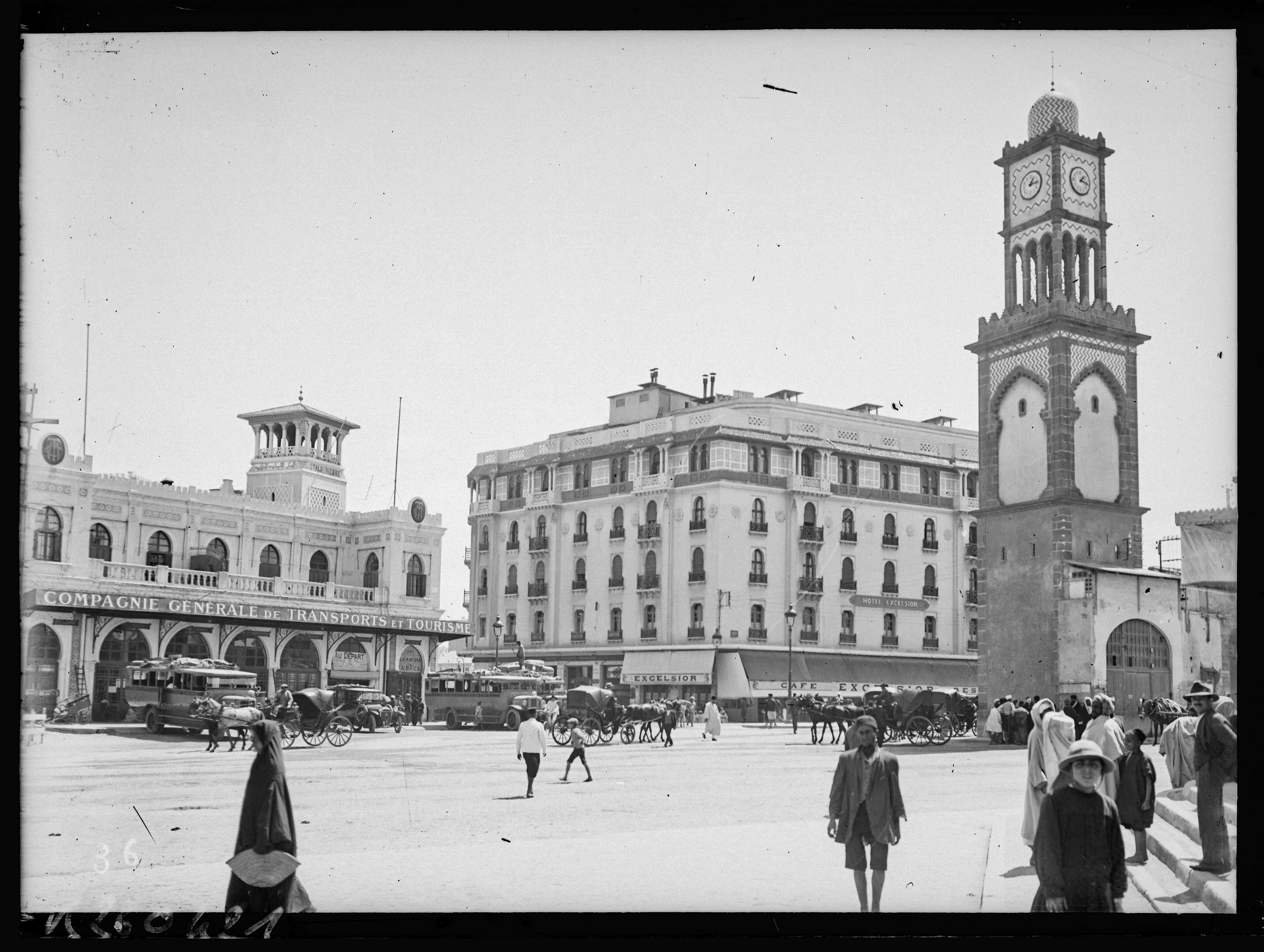
L'hôtel Excelsior aux années 20

Installé dans une ville qui ne possède aucun intérêt touristique mais dont l'avenir économique était prometteur, la principale clientèle de l’hôtel Excelsior était soit des gens de passage soit des hommes d'affaires occidentaux exigeant un confort moderne.
En effet, l’hôtel Excelsior était considéré un hôtel moderne de premier ordre équipé d’électricité, d'un chauffage central, d'ascenseur et d'appartements avec salle de bains privée.
L'écrivain Louis Thomas qui a séjourné en août 1919 à l’hôtel Excelsior, décrit celui-ci dans son livre "Le Maroc au lendemain de la guerre" comme suit: "...les chambres y sont d'une scrupuleuse propreté, confortablement meublées, avec des tapis de rabat et de salé qui les égayent et les ornent, des salles de bains parfaites, des tables de toilettes modernes, avec eau courante font oublier certaines cambuses primitives ou je demeurais jadis, à de précédents voyages à Casablanca".
Une chambre du cinquième étage a été décrite par le journaliste Isaac Knafo en juillet 1925: "Un grand lit à deux places,..., une table de nuit avec le dessus en marbre et, un vase de nuit bien propre dans la niche du bas, une armoire dans laquelle je n'avais rien à pendre, une table bureau, une chaise, un fauteuil et une large baie vitrée donnant sur un balcon en façade d'une rue adjacente".
L'écrivain Wyndham Lewis a également mentionné l’hôtel Excelsior dans le récit de son voyage au Maroc en 1931 "Filibusters in barbary" . Il décrit l’hôtel comme suit: " En tant qu'hôtel, il est à tous égards plus «moderne» que la plupart des hôtels de Londres ou de Berlin, bien qu'il soit en dessous de la classe Ritz....... peu d'hôtels londoniens offrent un dîner aussi bon que celui de la table d'hôte de l'Excelsior ".
L’hôtel Excelsior, en plus de garantir un confort apprécié par sa clientèle, occupait une place centrale dans la vie quotidienne de Casablanca de l’époque. Son café et sa brasserie étaient devenus des points de rencontre prisés, notamment par les hommes d’affaires et les spéculateurs fonciers. Cet aspect est largement évoqué dans Les Hommes nouveaux, roman de Claude Farrère publié en 1922, où l’hôtel est décrit comme un lieu emblématique de Casablanca. Il y apparaît comme un espace de convergence des dynamiques sociales, économiques et culturelles, offrant aux personnages à la fois un cadre propice à la détente et un contexte idéal pour les négociations.

### Changement de gestionnaires
Paris-Maroc décide de confier l’exploitation de l’Hôtel Excelsior à une entreprise spécialisée, la Société Chérifienne Hôtelière, Immobilière et Financière, fondée le 1er juillet 1926 à Casablanca. Cette société est créée pour gérer les actifs de l’Hôtel Excelsior ainsi que d’autres propriétés au Maroc,,.

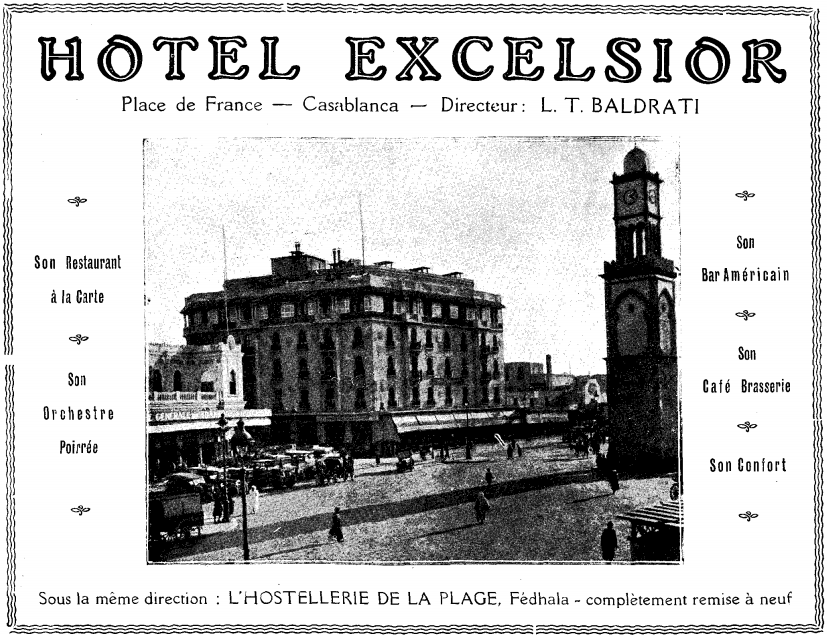
Affiche publicitaire de l'hôtel Excelsior sous la direction de Baldrati

Dans ce cadre, Paris-Maroc transfère à la nouvelle société l’économat, le matériel, la cave, et le fonds de commerce de l’hôtel en contrepartie de plusieurs actions d’apport et de parts bénéficiaires.
Dix ans après son ouverture, l’Hôtel Excelsior a vu trois directeurs se succéder: MM. Vauthier, Boubée et Scarella (Baptiste François),. En mars 1928, Rodolphe Thomas Baldrati devient directeur de l’Excelsior et locataire de son fonds de commerce auprès de la Société Chérifienne,.
Le 6 juin 1932, la Société Chérifienne Hôtelière, Immobilière et Financière cède à son tour le fonds de commerce de l’hôtel-restaurant-bar Excelsior à la Société Africaine Foncière, Immobilière et Agricole (S.A.F.I.A) pour un montant de 1.500.000 francs. Cette dernière accorde un bail de trois ans à Baldrati à partir de juin 1932 en reprenant les mêmes conditions établies avec la Société Chérifienne. L'hôtel a été rénové avec soin par Baldrati, incluant l'acquisition de matelas spéciaux de la marque "Simmons", l'installation d'un billard signé "Henri Prestable et Cie"pour le bar américain, l'équipement de toutes les chambres en téléphones et l'aménagement d'un roof garden. Cependant, en juillet 1933, le contrat de bail est résilié pour non-paiement des loyers par Baldrati à savoir une somme de 338.175 francs.
Après cette résiliation, la S.A.F.I.A confie temporairement la direction de l’établissement à un dénommé Parriaux, avant de vendre le fonds de commerce en juin 1934 à un prix beaucoup plus inférieur à celui auquel il avait été acquis.
Les nouveaux propriétaires, la famille Rudel et la famille Levy, ont acquis l'hôtel Excelsior et sa brasserie via la nouvelle société EXCELSIOR SARL. À la suite de cette acquisition, l'hôtel et sa brasserie ont relancé leurs activités avec succès, générant d'excellents résultats,.

## Deuxième guerre mondiale
Pendant la deuxième guerre mondiale, Casablanca était un point de transit crucial. Les réfugiés fuyant l’Europe occupée par les nazis passaient par cette ville dans l’espoir de rejoindre des territoires neutres ou alliés, comme les États-Unis.
À la suite de la débâcle militaire de 1940 entre la France et l’Allemagne nazie, plusieurs personnalités politiques françaises ont choisi d'embarquer à bord du Massilia, un paquebot en partance de Bordeaux pour Casablanca, au Maroc, le 21 juin 1940. Leur objectif était de rejoindre une zone encore hors du contrôle direct des forces allemandes, afin d’organiser une résistance ou de poursuivre leur activité politique.
Une fois à Casablanca, plusieurs d’entre eux furent assignés à résidence par le Résident général Noguès à l’hôtel Excelsior, placé sous étroite surveillance. Parmi ces figures, Georges Mandel et Édouard Daladier tentèrent de diffuser, à partir de l’hôtel, un appel à la résistance française depuis l’Afrique du Nord,,.
En 1942, la société Excelsior, dotée d’un capital de 500 000 francs, a été liquidée conformément à une décision prise en juin 1940 mais dont les prémices remontent à la déclaration de guerre en septembre 1939. La répartition des actifs s’est effectuée par tirage au sort comme suit:
1. Premier lot: L’Hôtel Excelsior, le restaurant et le bar américain (dit Bar Nolly)) ont été attribués à M. Salomon Lévy, représentant 150 parts, et  son fils M. Jacques Lévy, représentant 100 parts.
2. Deuxième lot: La Brasserie Excelsior ainsi que le bar situé à l’angle de la rue de l’Horloge ont été attribués aux époux Madame Rudel (née Angèle Consuelo Llados) représentant 225 parts et Monsieur Antoine Rudel représentant 25 parts

En raison de restrictions liées à la guerre, la vie nocturne à Casablanca a été considérablement réduite pendant cette période. Les habitants se retrouvaient principalement dans les clubs de l'après-midi jusqu'en début de soirée. La Brasserie Excelsior dirigé par Mr.Rudel était l'un des plus grands et les plus fréquentés de ces lieux, proposant une ambiance animée et de la musique américaine allant du ragtime au jazz. Les clients pouvaient y écouter des groupes jouer des standards de l'époque comme "Alexander's Rag Time Band" ou "Deep in the Heart of Texas".
La brasserie Excelsior deviendra à partir du 09 février 1944 le restaurant et le siège de l'union des évadés de France et sera exclusivement réservé aux évadés de France militaires et civils. À cet effet, les locaux de la brasserie seront aménagés et inaugurés le 10 mars 1944  en présence des autorités civiles et militaires de Casablanca. Le 15 avril 1944, un incendie mystérieux frappe le siège des évadés causant des dégâts matériels importants.
L’hôtel quant à lui a été vendu en 1944 par les Lévy à l'exclusion du restaurant et du bar américain. Les principaux propriétaires sont désormais le suisse Solari (Pierre Joseph) et son épouse Jeanne née Zanetti,.
Au sortir de la guerre, l'hôtel Excelsior a été séparé en trois entités: la brasserie, gérée par les Rudel; le restaurant et le bar américain, exploités par les Levy; et l'hôtel par les Solari.

## Le déclin
L'essor économique et urbain de Casablanca a entraîné une concurrence féroce dans le secteur hôtelier, reléguant progressivement l'Hôtel Excelsior au rang d'établissement parmi d'autres, malgré son statut initial d'unique hôtel de luxe moderne de la ville.
En 1947, l'Hôtel Excelsior obtenait par arrêté le classement d'hôtel de tourisme. Toutefois, cette reconnaissance ne parvenait pas à masquer la montée en puissance d'autres établissements à Casablanca, tels que l'Anfa-Hôtel (où a eu lieu la conférence d'Anfa), l'hôtel des Ambassadeurs, Le Plaza ou le Transatlantique, qui, grâce à leurs infrastructures plus modernes et à leurs services haut de gamme, étaient déjà considérés comme des hôtels de grand tourisme par le même arrêté.

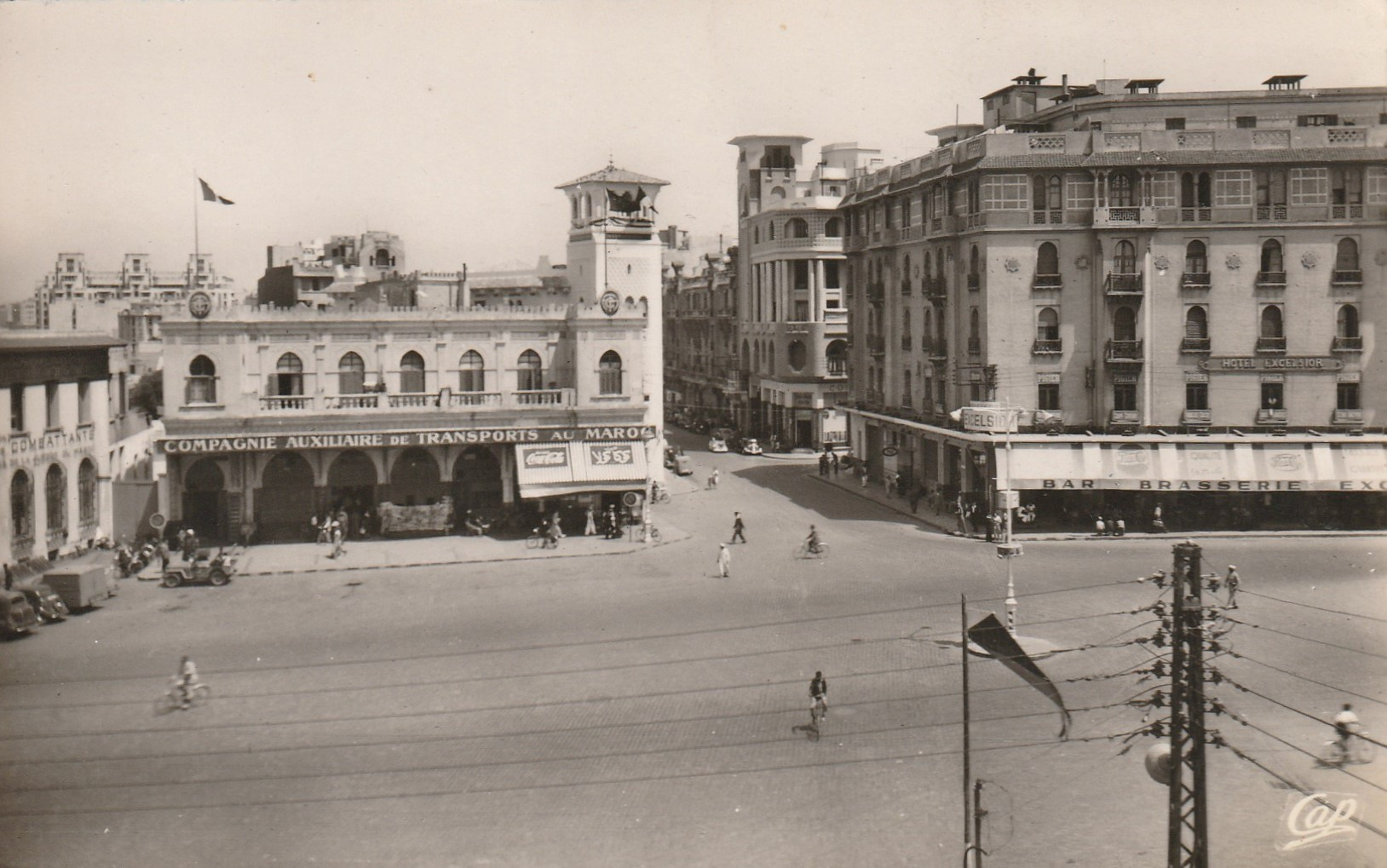
Hotel Excelsior aux années 50

En 1948, l’hôtel ne dispose que de 100 chambres, mais il bénéficie de rénovations de ses salons et de son bar grâce aux efforts de son directeur, Solari. Ce dernier tenait à préserver la place privilégiée qu’occupait l’établissement parmi les grands hôtels de la ville.
En 1970, alors que l'Anfa-Hôtel, le Mansour et le Marhaba s'affirmaient comme les fleurons de l'hôtellerie Casablancaise, l'Excelsior, toujours sous la direction de Solari, se voyait attribuer une classification de 3 étoiles B par le ministère du tourisme, témoignant de son déclin. En 1975, l’hôtel n'offre plus que 60 chambres,.
L'éclat d'antan de l'hôtel Excelsior s'est terni au fil des ans, malgré quelques efforts de rénovation. Il est davantage devenu un symbole du passé de Casablanca ou un vestige d'une époque révolue. L'immeuble Excelsior est devenu plus polyvalent que jamais, abritant une variété d'occupants: commerces, l'école Pigier, bureaux d'avocats, habitations, sans oublier le cabaret l'Arizona (ancien Bar nolly) sis à la rue Brahim el Amraoui et le café Excelsior, héritier de la brasserie du même nom.
Le samedi 26 février 2010, un incendie s'est déclaré dans le sous-sol de l'immeuble Excelsior, mettant en danger le bâtiment et ses occupants. Le feu a pris naissance dans une chaudière à fioul, vraisemblablement mal entretenue, destinée à fournir de l'eau chaude à l'hôtel. Les sapeurs-pompiers, confrontés à des difficultés d'accès, ont pu mener leur intervention à temps pour maîtriser le sinistre et éviter une explosion de la chaudière. Cet incident a mis en évidence le non-respect flagrant des normes de sécurité élémentaires dans un établissement recevant du public.

## Événements et personnalités
Au début du XXe siècle, les grands hôtels de luxe étaient de véritables centres de la vie mondaine, où se déroulaient de nombreux événements et manifestations.
L'Hôtel Excelsior, situé en plein cœur de Casablanca, a joué un rôle majeur dans l'histoire de la ville, notamment en étant longtemps le seul établissement moderne de ce type. Ses murs ont accueilli de nombreuses personnalités et ont été le théâtre d'événements marquants, ce qui en fait un lieu riche en histoire et en anecdotes.
Cette section met en lumière,de manière thématique, ces personnalités et événements marquants.

### Peinture

#### L'exposition de peinture de 1918
La mise en service de l’hôtel Excelsior avait coïncidé avec le concours agricole général du Maroc organisé à Casablanca du 5 au 13 octobre 1918. Ce concours s'inscrivait dans la lignée des foires économiques marocaines organisées depuis 1915 sauf que cette fois-ci l’industrie et l’artisanat ne sont pas mis en valeur: l’agriculture leur prend la place d’honneur.
Cette exposition a été l’occasion pour la nouvelle revue France-Maroc de regrouper ses artistes illustrateurs et d'organiser, dans le hall de l’hôtel Excelsior, la première exposition de peinture au Maroc,.
De nombreux artistes ont répondu présents notamment Maurice Tranchant de Lunel, Joseph de la Nézière, Gabriel Rousseau, Albert Laprade,Bernard Boutet de Monvel, Suzanne Crépin, Jules Galand, Jacques Majorelle, Azouaou Mammeri, Henri Dabadie, Jean de Gaigneron, Henri Hourtal, Pierre Brissaud, Alméry Lobel-Riche, Robert Massart et Eugène Delaporte.
Une centaine de tableaux est exposée dans l'une des premières expositions de peinture au Maroc. Cette exposition inaugure l'histoire de la peinture de chevalet au Maroc.

#### Autres artistes peintres
- Plusieurs orientalistes membres de l'Association des Peintres Marocain ont été présents lors d'un banquet donné en 1924 à l’hôtel Excelsior comme Édouard Brindeau de Jarny, directeur et fondateur de l'école des beaux arts à Casablanca ainsi que les espagnols Carlos Abascal et Raphael Pinatel.
- Le peintre français Édouard Herzig a visité le café Excelsior en 1921

### Littérature
- L'écrivain français Louis Thomas a séjourné à l’hôtel Excelsior en août 1919
- L'écrivain et peintre britannique Wyndham Lewis a séjourné à l’hôtel Excelsior en 1931
- L'écrivain et aviateur français Antoine de Saint-Exupéry logeait souvent à l’hôtel Excelsior entre deux escales. Il a écrit plusieurs lettres lors de ses séjours à l’hôtel,,.
- L'écrivain français Valéry Larbaud a composé le poème " Pour le jazz-Band de l’hôtel Excelsior" à l’hôtel Excelsior de Casablanca
- L'écrivain Maurice Le Glay est intervenu lors d'une rencontre culturelle organisé à l’hôtel Excelsior le 3 Mai 1935 par l'association "Dante Alighieri".
- Le poète marocain Mohammed Ben Brahim surnommé le poète de la rouge (en référence à Marrakech) a visité l'Excelsior en 1947 où il a composé le vers suivant:
"شَاعرُكم في حَانةٍ مَرهونُ  وَلَيس يَدري بَعدُ مَا يَكُونُ " qui peut se traduire par: "Votre poète est piégé dans une taverne  Et il ne sait pas encore ce qui l'attend"
- Le scénariste français Yves Mirande rencontre le journal Afrique-rafales dans le hall de l'Excelsior en 1947. Mirande est venu au Maroc pour le tournage du film "Un trou dans le mur" à Marrakech.
- L'écrivain français Claude Ollier a séjourné à l’hôtel Excelsior aux années 70

### Musique et cinéma
- Le pianiste allemand Walter Rummel a donné deux concerts au salon de l’hôtel Excelsior en Mars 1929. Une semaine après, Jean Witkowski et Hélène Pignari donnent un récital au même salon.
- En 1930, la pianiste française Renée Florigny joue sur un piano Érard au salon de l'hôtel Excelsior en un après midi de juin devant vingt personnes.
- La chanteuse et actrice française Raquel Meller participe a un dîner organisé à l'Excelsior par l'aero-club en 1934.
- Les musiciens américains du jazz Juice Wilson, Maxwell Philpott et Jimmy Holmes ont demeuré à l'Excelsior pendant une année en 1936.
- Le violoniste français Jesus Etcheverry, professeur au conservatoire de Casablanca, anima plusieurs soirées de Gala organisées à l’hôtel Excelsior,.
- En Mars 1941, Jules Semler-Collery participe à une soirée de gala organisée au profit de la croix rouge française pour les prisonniers de guerre à la brasserie Excelsior.
- Le comédien français Jean Raymond et la chanteuse Marguerite Perney sont à l'affiche de la brasserie Excelsior en mars 1946.
- Le chanteur algérien Farid Ali participe à un gala oriental en janvier 1947 à la brasserie Excelsior.
- Un apéritif d'honneur a été offert à André Dassary dans la brasserie Excelsior lors de la tournée du chanteur français en Afrique du nord en octobre 1948.

### Sports
- Le 25 février 1924, l'escrimeur français Lucien Gaudin prêta son concours a un gala d'escrime à l’hôtel Excelsior lors de son voyage au Maroc par invitation de Mr. Piétri, président de la fédération d'escrime du Maroc.
- L'aristocrate américain William Kissam Vanderbilt II, passionné des courses automobiles et des activités maritimes, a pris son petit déjeuner à l'Excelsior pendant l'été 1924 quand il parcourait la côte atlantique à bord de son yacht nommé "ARA".
- Le champion du monde d'échecs russe Alexandre Alekhine joue en parties simultanées aveugles et consultatives le 22 et 26 novembre 1934 dans les salons de l’hôtel Excelsior à la suite de l'invitation du club international d'échecs de Casablanca.
- L'équipe de France d'escrime, incluant les champions du monde Artigas et Guérin, s'est reposée à l'hôtel Excelsior dès son arrivée à Casablanca le 11 juin 1948.
- Les joueurs de l'équipe de France "B" du rugby à XV, venus affronter l'équipe du Maroc, se sont installés à l’hôtel Excelsior en décembre 1950. L'équipe comptait parmi son effectif notamment: Pierre Lavergne, Félix Lacrampe, Jean Darrieussecq, André Haget, Fernand Cazenave, Élie Pebeyre, Pierre Lauga, Jean Prat, et Lucien Martin

### Science
- L'anthropologue américain Carleton Stevens Coon fréquenta le café Excelsior en 1925
- L'archéologue français Louis Chatelain a participé à une soiré culturelle organisé à l'Excelsior par l’association "Dante Alighieri" en 1934

### Politique et militaire

#### Visite du président de la république

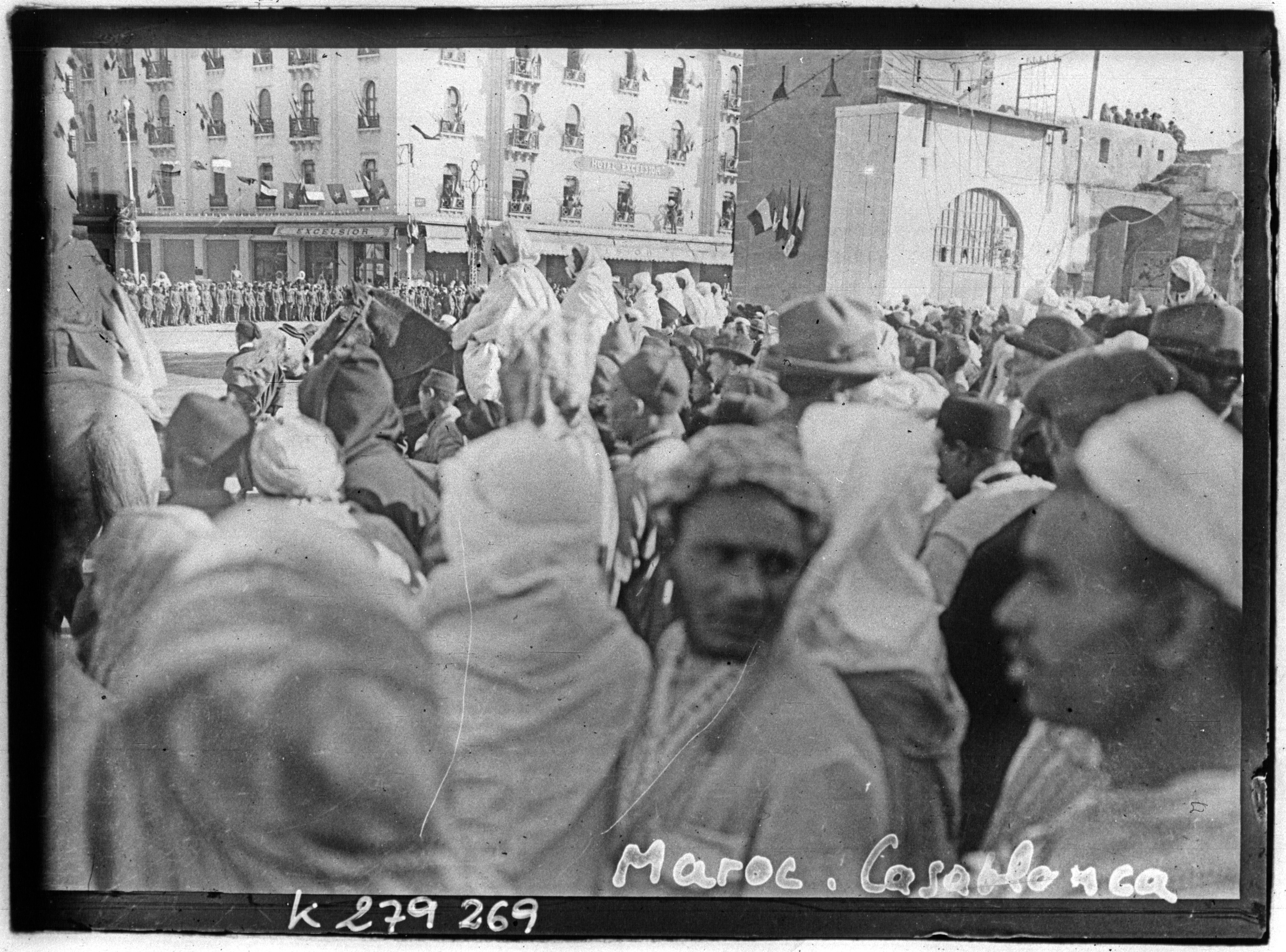
L'hôtel Excelsior en arrière plan de la cérémonie d'accueil du président Millerand en 1922

Le 5 avril 1922, lors de sa visite officielle à Casablanca, le président de la République française, Alexandre Millerand, a assisté à un banquet organisé dans l'hôtel Excelsior. Étaient présents le maréchal Lyautey, le président de la chambre de commerce et d'industrie, M. Andrieux, ainsi que des membres du gouvernement, du parlement et le pacha de Casablanca. Au cours de cet événement, le président Millerand a prononcé un discours rendant hommage à l'action française au Maroc et saluant les réalisations du maréchal Lyautey.
Cette visite marquait la première présence officielle d'un chef d'État français au Maroc. Millerand a ouvert son allocution par ces mots: "Ce jour est le premier où un chef d'État soit venu en terre marocaine saluer le souverain de l'empire chérifien..."

#### D'autres événements marquants
- Le soir du 29 juillet 1919, un champagne d'honneur a été servi à l'hôtel Excelsior pour célébrer le retour des drapeaux des régiments du Maroc, ramenés de Paris sous le commandement du général Poeymirau. Le général Lyautey, présent à l'événement, a prononcé un discours rendant hommage à l'empire colonial français.
- Le mardi 21 avril 1925, la Compagnie des chemins de fer du Maroc a organisé une réception à l’hôtel Excelsior pour célébrer l’inauguration de la ligne Casablanca-Rabat. Plus de 150 invités ont été accueillis, parmi lesquels figuraient le maréchal Lyautey et Doynel de Saint-Quentin. Le banquet a été présidé par Paul séjourné, inspecteur général des Ponts et Chaussées et ingénieur-conseil de la Compagnie.
- Le 15 juin 1927, le pacha de Casablanca a offert un banquet en l'honneur des membres de la Ligue maritime et coloniale française et de la première escadre française, venue au Maroc pour participer à la semaine maritime. Cet événement coïncidait avec les célébrations de l'Aïd el-Kebir. Le vice-amiral Violette et Monsieur Chaumet ont successivement pris la parole lors de cette réception.
- De nombreux banquets organisés à l’hôtel Excelsior ont réuni des personnalités militaires et politiques, notamment: Alfred Mascuraud, Laurent Eynac, le général d'Amade, le général Challe, Hubert Giraud, Léon Baréty, Lucien saint, Pierre Clostermann, Emmanuel templeet Dieudonné Costes.
- D'autres personnalités y ont séjourné tel que:  Abdelkhalek Torres, Francois Ingold ou encore Mieczysław Słowikowski lors de la préparation de l'opération Torch.

### Faits divers et anecdotes
- Entre 1918 et 1922, l'hôtel Excelsior a été autorisé à émettre des pièces de monnaies de nécessité en aluminium de 25 centimes, 50 centimes, 1 franc et 2 francs.
- En 1925, lors de sa visite à Casablanca, Amahrok Zayani a vécu une expérience troublante dans l'ascenseur de l'Excelsior. La descente l'a tellement surpris qu'il a cru descendre dans les entrailles de la terre
- Le 13 novembre 1923, un homme de 23 ans, Roger, a tué d'un coup de revolver une danseuse de 21 ans, Fabiane Pieu, dans le salon de l’hôtel Excelsior avant de tenter de se suicider. Selon ses déclarations à la police, son acte a été motivé par un amour non réciproque.
- On raconte que le pacha Glaoui, vexé de s'être vu refuser une chambre à l'hôtel Excelsior, aurait fait construire son propre immeuble juste en face, comme une forme de revanche.
- Plusieurs maisons de couture ont exposé leurs créations et organisé des ventes à l'Hôtel Excelsior à savoir: Les maisons Jeanne Lanvin, Toutmain, Lucien Lelong et Jane blanchot. La maison Lucien Lelong a présenté sa collection au profit de la croix rouge française en mars 1940 sous le patronage et en présence de Madame la maréchale.